# Indien i olympiska sommarspelen 1968
Indien deltog med 25 deltagare vid de olympiska sommarspelen 1968 i Mexico City. Totalt vann de en bronsmedalj.

## Medalj

### Brons
- Rajendra Christy, Krishnamurty Perumal, John Peter, Inamur Rehaman, Munir Sait, Ajitpal Singh, Balbir Singh (I), Balbir Singh (II), Balbir Singh (III), Gurbux Singh, Harbinder Singh, Harmik Singh, Inder Singh, Prithipal Singh och Tarsem Singh - Landhockey.